# Бранко Граховац
Бранко Граховац (Босанска Градишка, 8. јул 1983) босанскохерцеговачки је фудбалски голман.

## Каријера
Бранко Граховац је био члан екипе Слоге из Српца и Братства из Грачанице на почетку своје каријере. Након тога је прешао у састав Зете из Голубоваца, а затим у сарајевски Жељезничар. Као голман чачанског Борца, Граховац је наступио на 45 утакмица у Суперлиги Србије, а поред тога првом колу УЕФА купа, против Ајакса из Амстердама. У претпоследњем колу јесењег дела такмичарске 2008/09, у српском шампионату, Граховац је био стрелац у победи од 2 : 1 над саставом ОФК Београда. Неколико сезона провео је у саставу Оцелула из Галација, са којим је био је првак Румуније за такмичарску 2010/11 и освајач Суперкупа Румуније 2011, а са клубом је наступао и у Лиги шампиона. После тога је бранио за Кахраманмарашспор из Кахраманмараша, а по повратку у Румунију, за Политехнику из Јашија и УТА Арад.
По завршетку професионалне каријере, Граховац се вратио на гол србачке Слоге у аматерском степену такмичења у Републици Српској. У том клубу је касније постао спортски директор, а затим и првитренер екипе.
Граховац је био стрелац за екипу Слоге из слободног ударца, у финалу Купа општине Србац, против Младости из Бајинаца, када је његов тим освојио трофеј у том такмичењу. Почетком 2019. изабран је за председника Омладинског савета Србца.

## Успеси
Бранко Граховац је први голман из Босне и Херцеговине који је икад бранио у Лиги шампиона и најбољи голман у 54 година дугој историји румунског Оцелула.
Године 2011. проглашен је амбасадором спорта РС на избору најбољег спортисте Републике Српске у организацији Гласа Српске.